# Gintung Lor
Gintung Lor is een bestuurslaag in het regentschap Cirebon van de provincie West-Java, Indonesië. Gintung Lor telt 6797 inwoners (volkstelling 2010).